# Tempo Atômico Internacional
O Tempo Atômico Internacional (português brasileiro) ou Tempo Atómico Internacional (português europeu) (TAI) é a escala de tempo calculada pelo Escritório Internacional de Pesos e Medidas (BIPM), na França, usando informações de cerca de duzentos relógios atômicos em mais de 50 laboratórios nacionais ao redor do mundo.
A longo prazo, a estabilidade do TAI é assegurada por um balanceamento cuidadoso dos relógios participantes. A unidade de medida do TAI é mantida o mais próxima possível do segundo do Sistema Internacional de Unidades, usando informações dos laboratórios nacionais que mantém os melhores padrões primários de césio.
O TAI é uma escala uniforme e estável que, por consequência, não se mantém em sincronia com a rotação ligeiramente irregular da Terra. Por razões práticas e de uso público é necessário que se tenha uma escala que mantenha tal sincronia. Esta escala é o Tempo Universal Coordenado (UTC), que é idêntico ao TAI, exceto que de tempos em tempos um segundo de salto é definido para garantir que, no decorrer de um ano, o Sol cruze o meridiano de Greenwich ao meio-dia com um desvio máximo de 0,9 s. As datas para efetivação dos segundos de salto são definidas pelo Serviço Internacional de Sistemas de Referência e Rotação da Terra (IERS).